# FishBase
FishBase es una enciclopedia en línea y base de datos con información sobre peces. En octubre del 2006 incluía la descripción de más de 29 400 especies, 222 300 nombres vulgares en cientos de idiomas, 42 600 fotografías, y referencias a 38 600 trabajos en la literatura científica.
Es la base de datos en línea más grande y de mayor acceso sobre peces en la web. FishBase «se ha convertido en una herramienta ecológica dinámica y versátil» que se cita ampliamente en publicaciones académicas.

## Antecedentes
En 1987, Daniel Pauly, inspirado por las Hojas de Identificación de Especies (Species Identification Sheets) y otros productos de Walter Fischer producidos para la FAO en la década de 1970, propuso crear una base de datos estandarizada para especies de peces, como parte del "ICLARM Software Project". El año siguiente, Daniel comenzó a trabajar junto con Rainer Froese, quien había estado trabajando en un sistema experto para identificar larvas de peces. Luego de un intento frustrado de construir un sistema utilizando Prolog, Froese cambió a DataEase, una base de datos relacional para DOS. Para 1989 el proyecto recibió su primer apoyo institucional económico.

## Descripción

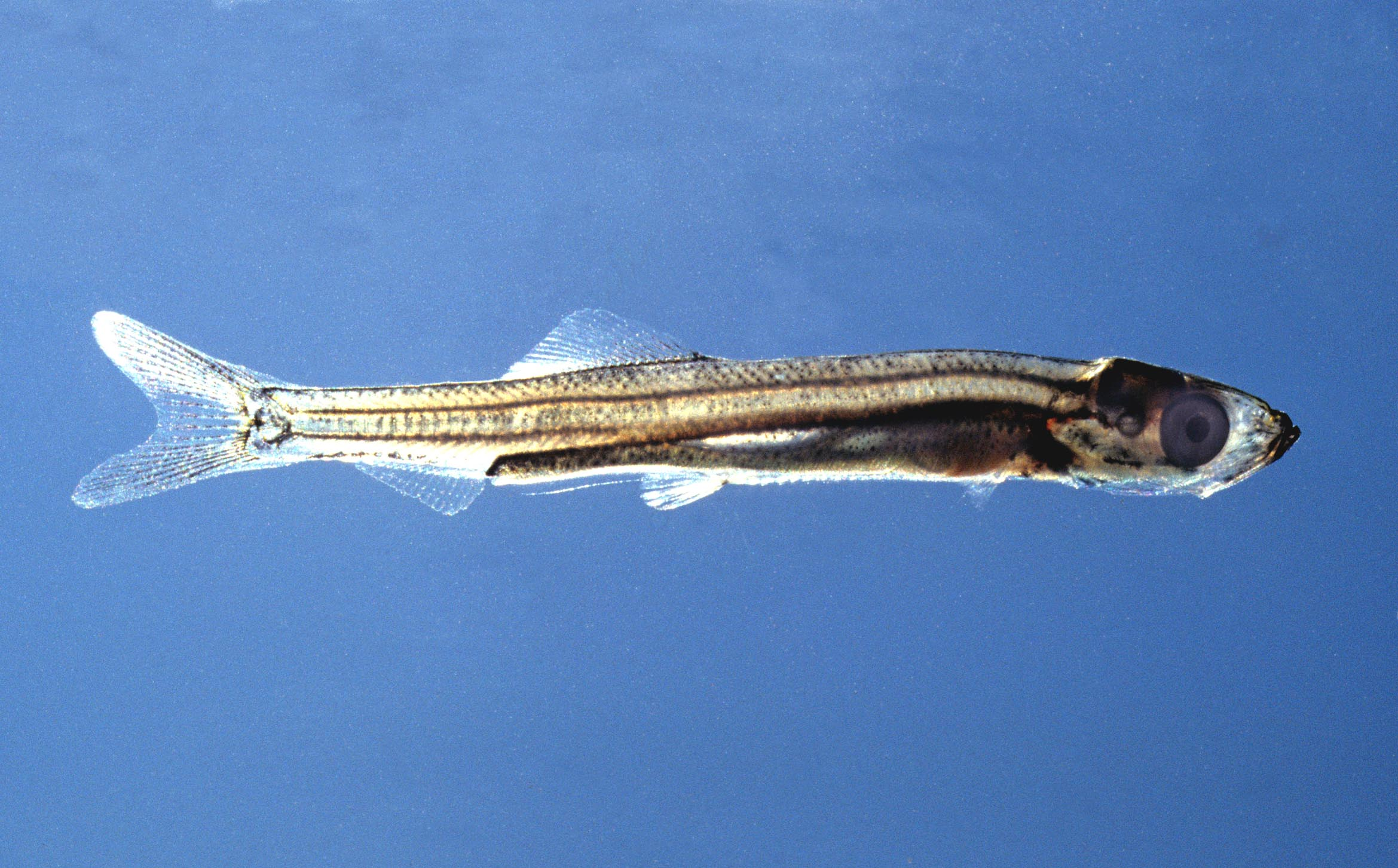
Se puede ver un espécimen sobre lo mencionado en el artículo

En 1993 el proyecto cambió a Microsoft Access, y en 1995 se produjo el primer CD-ROM llamado "FishBase 100". Los comentarios en las revistas científicas si bien alabaron el alcance y la idea, destacaron que había numerosos huecos en la información provista. Las ediciones de CD posteriores se han venido editando con una frecuencia anual, la versión de FishBase 2004 por su volumen requería de cinco CD, o un DVD. Para poder visualizarse el sistema requiere Windows 98 o posterior, y no está disponibles en otras plataformas como Mac OS X o Linux.
FishBase estuvo disponible por primera vez en la Web en agosto de 1996, al año siguiente se contrató un webmaster. Al tiempo, toda la información de la base de datos estuvo disponible para consulta a través de la red.
A partir del año 2000, FishBase ha sido administrada por el FishBase Consortium. El consorcio está formado por:
- Africamuseum, Tervuren
- Universidad Aristóteles de Tesalónica, Tesalónica
- Fisheries Centre University of British Columbia, Vancouver
- Food and Agriculture Organization de las Naciones Unidas, Roma
- IFM-GEOMAR, Kiel
- Museo Nacional de Historia Natural, París
- Museo Sueco de Historia Natural, Estocolmo
- WorldFish Center, Penang

En la medida que los especialistas en peces se han enterado de la existencia de FishBase, más de 1370 colaboradores han enviado contribuciones. Para mantener su valor como una base de datos de carácter científica, no se permite el agregado de información original en FishBase; todo su contenido debe estar basado en material que ha sido publicado con anterioridad.